# Slavko Kotnik
Slavko Kotnik, slovenski košarkar, * 3. november 1962, Maribor.

## Športna kariera
Kotnik je začel resno trenirati košarko pri šestnajstih letih v klubi AKK Branik, leta 1983 je prestopil v Olimpijo, za katero je odigral deset zaporednih sezon, do leta 1993. V sezoni 1993/94 je igral za Reyer Venezia. Sredi sezone je po sporu s trenerjem klub zapustil in prestopil v Estudiantes. Sezono 1994/95 je odigral za klub Manresa, poleti 1995 pa podpisal dvoletno pogodbo s Satexom Maribor. Klub je zašel v finančne težave, zato je jeseni 1997 zapustil klub in podpisal enomesečno pogodbo s klubom Melilla. V sezoni 1997/98 je igral za grški klub Dafni, zadnje štiri sezone pa je ponovno odigral za Olimpijo. 

### Reprezentančna kariera
Bil je član slovenske reprezentance od leta 1992. Nastopil je na evropskih prvenstvih v letih 1993 in 1995. Skupno je odigral 38 uradnih tekem in dosegel 605 točk.

## Osebno življenje
Ima dve hčeri, Katjo (1990), ki prav tako igra košarko, in Tjašo (1992), ki igra odbojko.Po upokojitvi je ustanovil zastopništvo Sports Agency Kotnik, ki je zastopala tudi Gorana Dragića.